# Jordanoleiopus endroedyi
Jordanoleiopus endroedyi là một loài bọ cánh cứng trong họ Cerambycidae.